# Paul Schmidt-Branden
Paul Schmidt-Branden (* 19. August 1885 in Berlin; † 27. Januar 1955) war ein deutscher Bankmanager.
Schmidt-Branden besuchte das Sophiengymnasium in Berlin und absolvierte im Anschluss eine Lehre bei der Exportfirma Hecht, Pfeiffer & Co. Sein Weg führte ihn dann für eineinviertel Jahre nach Antwerpen zur Druckpapierfabrik Papeteries Anversoises. Nach Rückkehr nach Berlin nahm er ein Studium an der Handelshochschule auf, das er 1909 mit Diplom abschloss.
Er trat als Volontär in die Dienste der Dresdner Bank. 1915 wurde ihm die Errichtung und Leitung der Filiale in Aachen übertragen. 1917 kam er als stellvertretender Direktor in die Hauptverwaltung zurück, war ab 1920 stellvertretendes und ab 1925 ordentliches Vorstandsmitglied. Seine Hauptaufgabe war die Verwaltung des Filialnetzes, das er deutlich ausbaute.
Als Direktor der Dresdner Bank in Berlin war er 1929/30 Mitglied des Aufsichtsrates der Deutschen Schiff- und Maschinenbau Aktiengesellschaft (Deschimag), der Dürrkoppwerke AG, der Maxhütte, der NSU Vereinigten Fahrradwerke AG und der Norddeutschen Wollkämmerei & Kammgarnspinnerei AG (Nordwolle), die 1931 ihre Kredite nicht zurückzahlen konnte. Schmidt-Branden und Herbert Gutmann wurde von der Presse vorgeworfen, für die wirtschaftlichen Schwierigkeiten der Dresdner Bank verantwortlich zu sein. Wegen verlustreicher Kreditengagements wurden die Vorstandsmitglieder Schmidt-Branden und Georg Mosler im Jahr 1931 nicht wieder berufen, nachdem auf Druck der Reichsregierung der gesamte Vorstand der Dresdner Bank zurücktreten musste.
Nach der Machtübernahme der Nationalsozialisten verließ er Deutschland. Seit 1937 war er Staatsbürger Liechtensteins. Er arbeitete dann für den Fürsten von Liechtenstein und wurde von demselben geadelt. Nachdem er eine Zeitlang in Mauren (Liechtenstein) gelebt und gearbeitet hatte, ließ er sich zuletzt in Ascona-Moscia (Tessin) nieder. Sein Grab befindet sich in Locarno (Tessin).